# Literatura română veche

## Începuturile culturii scrise

### Perioada antică
1. Cultura dacilor: dacii foloseau alfabetul grec sau latin. Pe niște blocuri de piatră de la Sarmizegetusa s-au descoperit rudimente de scriere cu litere grecești. La curtea lui Decebal se folosea ca limbă diplomatică latina. Singurul text presupus dacic a fost descoperit la Sarmizegetusa: „Decebalus per Scorilo”.
2. Perioada daco-romană: mii de inscripții latinești pun în evidență dezvoltarea limbii române prin transformările suferite de limba latină.
3. Perioada marilor migrații: cultura scrisă scade în intensitate, dar s-au păstrat câteva inscripții în greacă și latină.

### Limbile de cultură folosite în evul mediu pe teritoriul românesc
1. Latina a fost reintrodusă ca limbă oficială a cultului catolic și a cancelariilor voievodale în Transilvania secolului al XI-lea. În Moldova și Țara Românească era folosită în relațiile diplomatice cu țările catolice. Cele mai importante documente păstrate sunt: Memoriul lui Vlad Țepeș către Matei Corvin, redactat de Radu Grămăticul în secolul al XV-lea și Hungaria, cea mai valoroasă operă a învățatului umanist transilvănean Nicolaus Olahus. Acesta, descriind principalele regiuni istorice românești, Țara Românească, Moldova, Transilvania, Țara Someșului, Țara Crișurilor și Țara Timișului, formulează ideea originii latine a limbii și a locuitorilor lor, arătând că au „aceeași limbă, religie și obiceiuri”.
2. Greaca a fost folosită mai mult accidental. Se păstrează un poem în această limbă, compus de Stavrinos, vistiernicul lui Mihai Viteazul, pe când era închis la Bistrița după moartea voievodului și intitulat Povestea preafrumoasă a lui Mihai Viteazul.
3. Slavona era limba cultului ortodox și limba oficială în stat.
4. Româna începe să fie folosită mai des abia din secolul al XVI-lea.

## Primele texte în limba română

### Păreri despre începuturile scrisului în limba română
„Torna, torna fratre!” s-a crezut că acest strigăt al unui soldat roman (menționat în documente pentru că se pare că a dus la  pierderea unui război, fiind confundat cu semnalul de retragere) ar fi o mențiune din protoromână. Călinescu contrazice afirmația, pentru că nici unul dintre caracterele esențiale ale cuvintelor românești nu se regăsește aici.
1. Dosoftei a însemnat pe marginea unei psaltiri un cântec de vitejie pe care-l punea pe seama lui Ștefan cel Mare: „Hai, frați, hai frați, la năvală dați/ La năvală dați, țara s-apărați;/ Hai, frați, hai frați, la năvală dați/ La năvală dați, crucea s-apărați;/ Hai, frați, hai frați, la năvală dați/ La năvală dați, steagul s-apărați” afirmația nu poate fi argumentată științific.
2. În documentele sibiene se găsește însemnarea că la 1495 s-a dat suma de un florin unui preot român care a compus o scrisoare în limba română. Din păcate, documentul s-a pierdut.
3. P. P. Panaitescu crede că jurământul făcut de Ștefan cel Mare la Colomeea a fost tradus în latinește pe baza unei versiuni românești care s-a pierdut.
4. Codicele de la Ieud are pe prima pagină o dată pe care unii cercetători au descifrat-o ca fiind 1391 – 1392.

### Documente păstrate în limba română

#### Scrisoarea lui Neacșu din Câmpulung, adresată judelui Hanăș Bengner al Brașovului, 1521
Scrisoarea a fost descoperită de către Friedrich Wilhelm Stenner în Arhivele Brașovului în anul 1894. Neacșu era cunoscut din timpul domniei lui Vlad cel Tînăr, pentru că avea un proces de datorii cu negustorii brașoveni. Împăratul despre care informează scrisoarea este Soliman al II-lea Magnificul. Valoarea stilistică à documentului este susținută de:
- Precizia și laconismul expresiei (introducerea rapidă în subiect prin construcția cu dativul: „…dau știre domniei tale…”).
- Caracterul oral al mesajului.
- Limbă foarte puțin deosebită de cea vorbită astăzi, cu excepția formulelor de început și încheiere, cerute de protocol în limba slavonă. Fondul latin este de 89,47℅.

Valoarea morală a scrisorii constă în gestul unui român de dincoace de munți de a-i preveni pe ardeleni de pericolul invaziei turcești.

#### Textele maramureșene sau rotacizante denumesc patru cărți religioase:
Codicele voronețean, Psaltirea scheiană, Psaltirea voronețeană, Psaltirea Hurmuzachi. Autorii lor sunt originari din Maramureș, ceea ce explică fenomenul de rotacism: în cuvintele de origine latină litera n este înlocuită cu r. Pentru că traducătorii se țin prea aproape de originalul slavon, textele sunt greoaie, aproape de neînțeles.

### Primele tipărituri
Cei mai importanți tipografi ai sec. al XVI-lea au fost:
- Macarie, care în 1508 tipărește prima carte în Țara Românească, Liturghierul (în limba slavonă);
- Dimitrie Liubavici, împreună cu ucenicii Oprea și Petre, tipărește în 1547 Apostolul, din porunca lui Iliașcu-voievod;
- Diaconul Coresi tipărește între 1559 și 1583 nouă cărți în limba română: Întrebare creștinească, Evangheliarul, Praxiul, Cazania I, Molitvenicul, Psaltirea, Cazania II, Liturghierul, Pravila Sfinților Apostoli. El a mai publicat în Brașov Psaltirea slavo-română, în al cărei epilog își exprimă profesiunea de credință referitoare la istoria culturii românești și evoluția limbii literare, afirmînd că destinația cărții este să învețe „pre mișelamea”.

### Palia de la Orăștie
Tipărită în 1582, cuprinde primele două cărți ale Vechiului Testament (Facerea și Exodul). Este unul dintre primele monumente ale limbii române literare. Aici  apare pentru prima dată numele român în locul muntenescului rumân.

### Alte scrieri considerate monumente ale limbii:
- Însemnarea autografă à lui Mihai Viteazul pe spatele unui document din 1600, uimitoare prin laconism: „Și hotaru Ardealului. Pohta ce-am pohtit: Moldova, Țara Rumânească”:
- Scrisoarea soldatului Cocrișel care, prins de dușmani, se roagă să fie răscumpărat.